# Oper Leipzig

Logo der Oper Leipzig

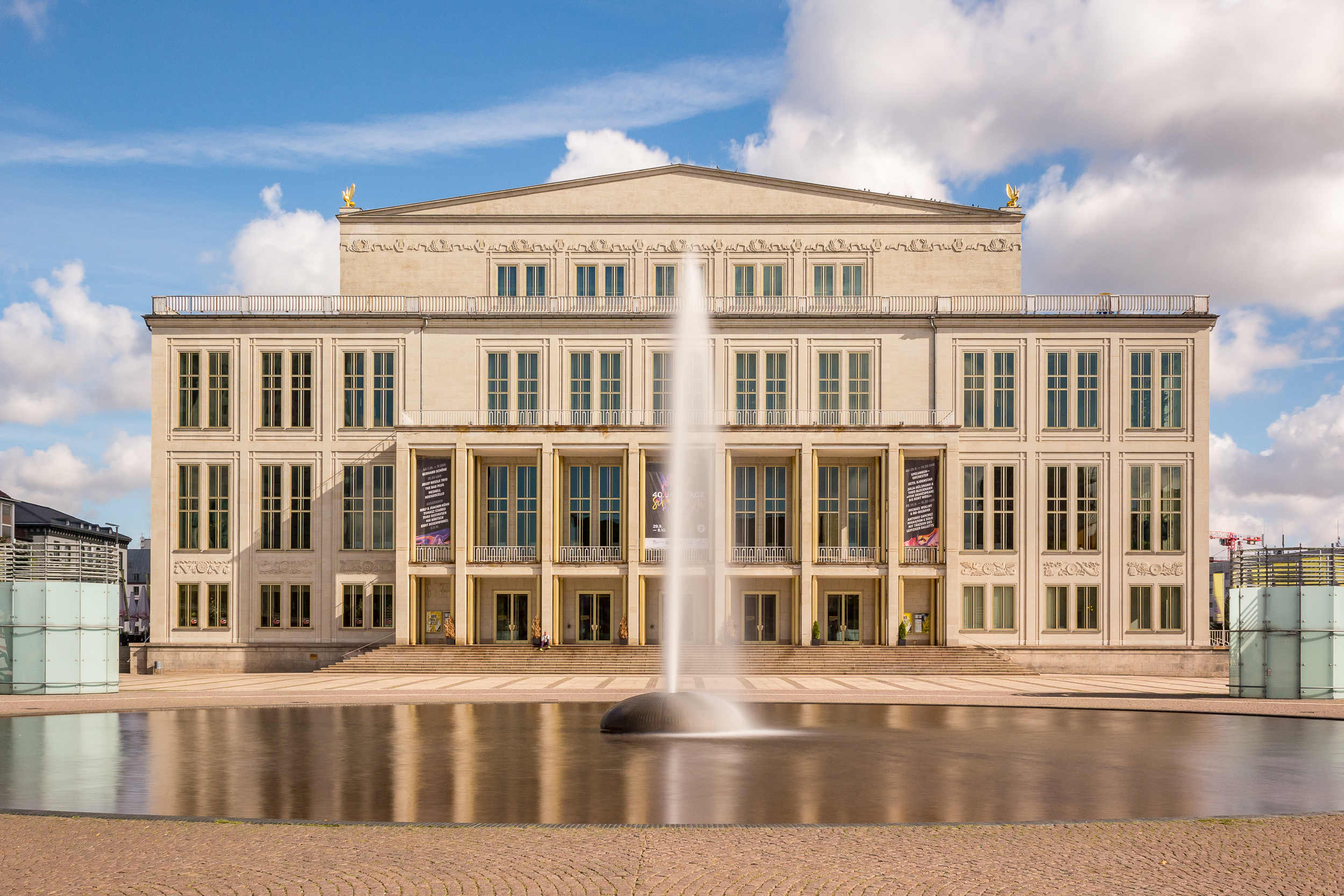
Das Opernhaus – die größere der beiden Spielstätten (Foto: 2016)

Die Oper Leipzig ist ein Drei-Sparten-Theater, bestehend aus der eigentlichen Oper, dem Leipziger Ballett und der Musikalischen Komödie (Operette und Musical). Sie ist – neben Gewandhaus, Schauspiel und Theater der Jungen Welt – einer der kulturellen Eigenbetriebe der Stadt Leipzig. Die Oper Leipzig betreibt zwei Spielstätten: Das Opernhaus am Augustusplatz in der Innenstadt (für Oper und Ballett) und die Musikalische Komödie (für Operette und Musical) im Stadtteil Lindenau im ehemaligen Haus Dreilinden.
Die Oper Leipzig steht in der Tradition von mittlerweile 330 Jahren Musiktheaterpflege in Leipzig. 1693 wurde das erste Leipziger Opernhaus am Brühl als drittes bürgerliches Musiktheater Europas nach dem Teatro San Cassiano in Venedig und der Oper am Gänsemarkt in Hamburg eröffnet.
Mit über 720 Angestellten ist die Oper Leipzig einer der größten mittelständischen Arbeitgeber der Stadt. Dazu gehören ein Ensemble aus 24 fest engagierten Gesangssolisten, der Chor der Oper Leipzig mit 69 Mitgliedern; das Ensemble des Leipziger Balletts mit 39 Tänzern; sowie die 14 Solisten, der Chor, das Ballett und das Orchester der Musikalischen Komödie. Bei Aufführungen von Oper und Ballett musiziert in der Regel das Gewandhausorchester.
Seit 1. August 2022 ist Tobias Wolff Intendant und Erster Betriebsleiter der Oper Leipzig, Generalmusikdirektor wird ab der Spielzeit 2025/26 Ivan Repušić, Erste Kapellmeisterin ist die Dirigentin Yura Yang. Ballettdirektor ab der Saison 2024/25 ist Rémy Fichet.

## Geschichte

### Erste Vorläufer

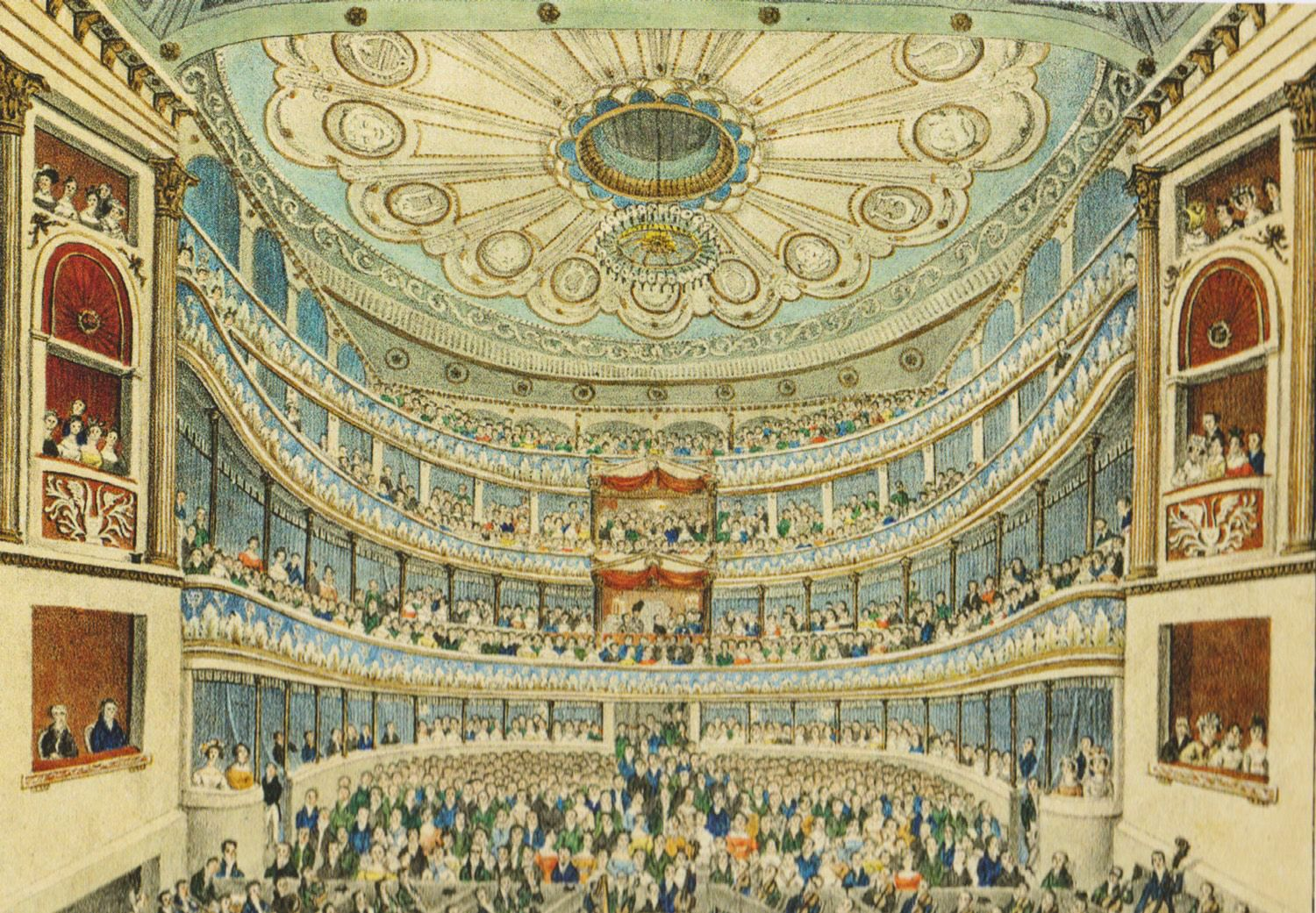
Saal des Alten Theaters um 1850

Die Geschichte der Opernhäuser in Leipzig geht bis in das Jahr 1693 zurück. Am 8. Mai 1693 wurde Leipzigs erstes Opernhaus, das Opernhaus am Brühl (heute: Ritterpassage), von Nicolaus Adam Strungk eröffnet. Nach Hamburg und Venedig war das Leipziger Opernhaus zu jener Zeit das dritte bürgerliche Musiktheater in Europa. Bald fielen durch eine allzu eilige Bauweise verursachte Baumängel auf und der marode Bau wurde 1729 an das St. Georg Waisenhaus angegliedert und später abgerissen. Bis in das Jahr 1766 gab es in Leipzig insbesondere Gastspiele italienischer Gruppen. Außerdem datiert man die Geburt des deutschen Singspiels in Leipzig auf das Jahr 1752, mit der Premiere des Singspiels Der Teufel ist los oder Die verwandelten Weiber, in der Neufassung von Christian Weiße und Johann Adam Hiller.
Beinahe 40 Jahre nach dem Abriss des ersten Musikspielhauses erfolgte bis am 10. Oktober 1766 zum Neubau des Comödienhauses auf der Rannischen Bastei (heute: Richard-Wagner-Platz). Weitere 51 Jahre später folgte am 26. August 1817 nach dem Umbau die Neueröffnung des „Theaters der Stadt Leipzig“ unter der Leitung des Juristen Karl Theodor von Küstner. Der Oberbaudirektor Friedrich Weinbrenner, inspiriert vom klassizistischen Architektur- und Kunststil jener Zeit, legte den Zuschauerraum in konzentrischen Kreisen wie im griechischen Amphitheater an. Die Leipziger Bühne wurde zu einer Spielstätte für viele romantische Opern, unter anderem von Heinrich Marschner und Ludwig Spohr. Die bis in die Gegenwart andauernde Partnerschaft der Oper mit dem Gewandhausorchester – die Oper Leipzig besitzt kein eigenes Opernorchester – nahm ihren Anfang im Jahr 1840. Das 1743 als „Grosses Conzert“ gegründete Ensemble ging 1840 in die städtische Obhut über und spielt seitdem unter dem Namen „Gewandhausorchester“ in Kirchen, Konzerten und als Opernorchester.

### Oper im Neuen Theater

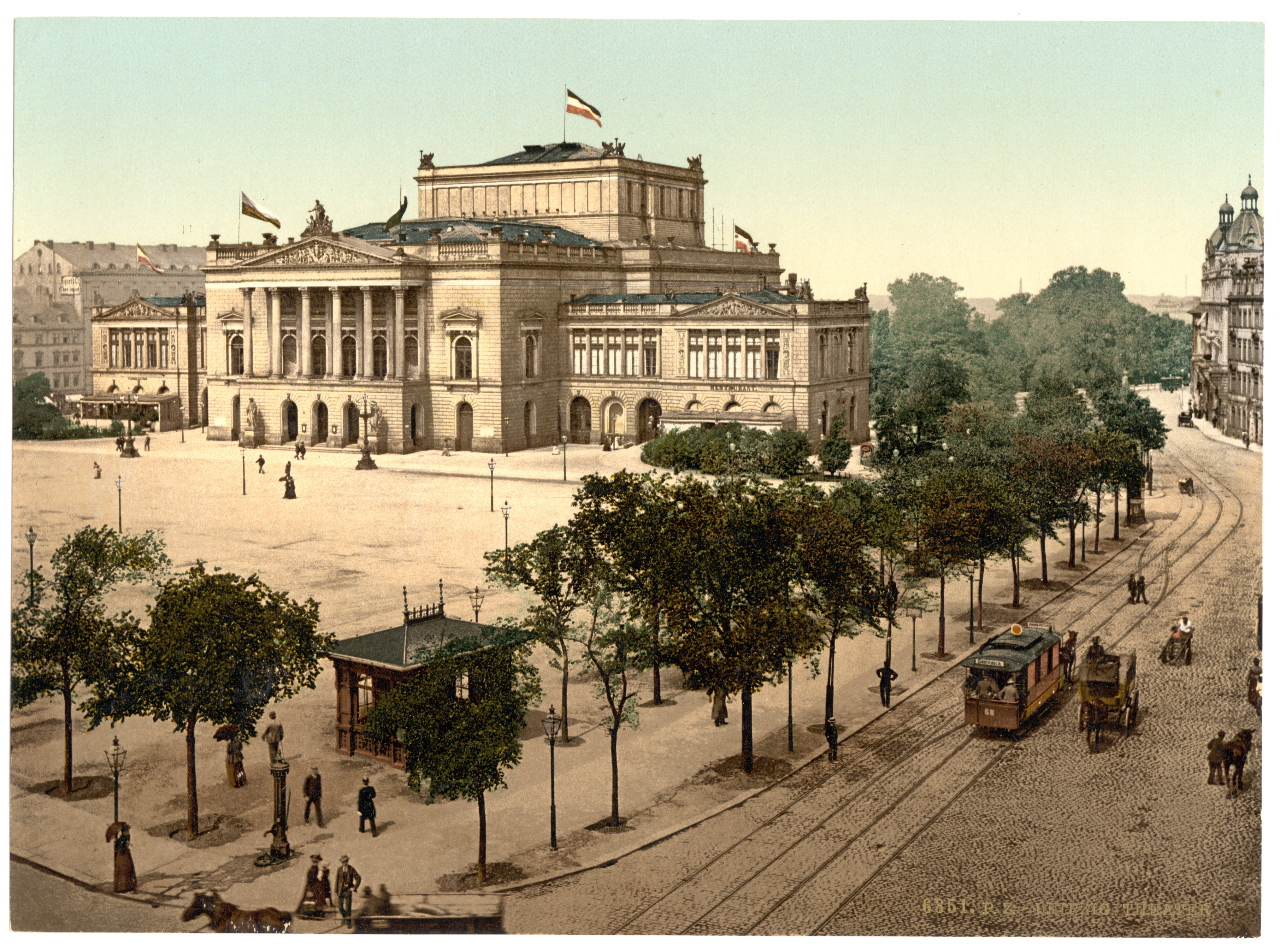
Das Neue Theater um 1900

Nach einer Schenkung des Leipziger Kaufmanns und Kramermeisters Friedrich August Schumann über 60.000 Taler konnte – auch mit Hilfe weiterer Spendengelder – der Bau eines zweiten Bühnenhauses in Leipzig beginnen. Am 28. Januar 1868 wurde die Eröffnung des Neuen Theaters in Anwesenheit des sächsischen Königspaares und weiterer hochrangiger Vertreter der Stadt gefeiert. Das Neue Theater, in dem man zunächst Opern und Theaterstücke spielte, wurde auf der Nordseite des Augustusplatzes – dem heutigen Standpunkt der Oper Leipzig – errichtet. Dem Berliner Baumeister Carl Ferdinand Langhans gelang es, die Stadtverordneten davon zu überzeugen, dass der Platz aus städtebaulichen, strukturellen und repräsentativen Gründen der optimale Standort für ein neues Theater sei. Die Gestalt des Baus von Langhans – einem Verfechter der klassizistischen Architektur – wurde bis zu seiner Zerstörung im Jahre 1943 nicht verändert.
Eine weitere Wende der Leipziger Theater- und Operngeschichte wird im Jahr 1912 verzeichnet, in dem der Geheimrat Max Martersteig den Posten des Leipziger Intendanten annahm. Er beendete damit das Pachtsystem an den Leipziger Bühnen. Martersteig, der bis 1918 in der Stadt wirkte, teilte die Sparten Oper und Schauspiel einzelnen Spielstätten zu. So zog das Schauspiel 1912 in das Alte Theater auf die Rannische Bastei und das Neue Theater auf dem Augustusplatz beherbergte die Opernbühne. Hier erfolgte unter anderem am 9. März 1930 die Uraufführung der Oper Aufstieg und Fall der Stadt Mahagonny von Bertolt Brecht und Kurt Weill. Nach der Verabschiedung des Intendanten der städtischen Theater Guido Barthol im Jahr 1932 war zunächst geplant, Oper und Schauspiel auch organisatorisch zu trennen. Schließlich bekamen die Sparten zwar größere Autonomie, blieben aber unter dem Dach der Städtischen Theater Leipzig vereint. Der neue Operndirektor Hans Schüler (ab 1. Mai 1933 NSDAP-Mitglied) erhielt 1939 den Titel eines „Generalintendanten“.
Bei einem Luftangriff in der Nacht vom 3. auf den 4. Dezember 1943 wurden Altes und Neues Theater zerstört. Das Opernensemble setzte seinen Spielbetrieb im Haus Dreilinden – heute Musikalische Komödie – bis zum 1. September 1944 und unmittelbar nach dem Kriegsende zum 20. Juli 1945 fort. Die Reformerin des Tanztheaters Mary Wigman inszenierte 1947 an dem Haus das Musikdrama Orpheus und Eurydike nach Christoph Willibald Gluck. Der Ministerrat der DDR beschloss 1950, das Neue Theater nicht wieder aufzubauen, sondern an gleicher Stelle ein neues Opernhaus zu errichten. Am 2. Januar 1956 wurde mit dem Bau begonnen. In der Zwischenzeit blieb die Interimsspielstädte im Haus Dreilinden bestehen.

### Heutiges Opernhaus

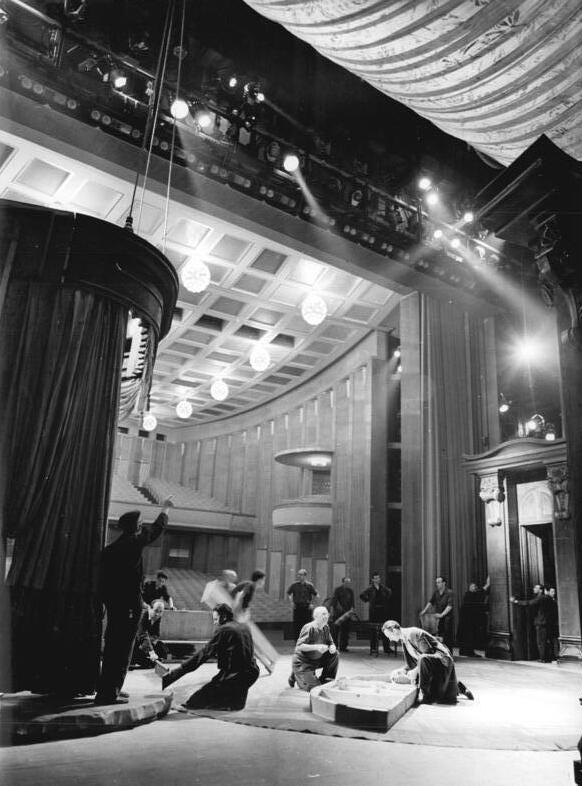
Hauptbühne des Opernhauses, 1961

Am 8. Oktober 1960 wurde das Opernhaus, dessen Bau gesamt 44,6 Millionen Mark kostete, in einem Festakt eingeweiht. Die traditionelle Pflege der Werke Richard Wagners, die bis heute andauert, wurden in der Festwoche vom 9. bis zum 16. Oktober 1960 mit dem Auftakt von dessen Meistersinger von Nürnberg fortgesetzt. In seiner bühnentechnischen Ausstattung zählte der Neubau des Leipziger Opernhauses seinerzeit zu den modernsten in ganz Europa. Ins Haus Dreilinden zog unterdessen die Operettensparte, die seit 1964 unter der Bezeichnung Musikalische Komödie (kurz MuKo) operiert. 1969 wurde das Kellertheater zur Aufführung kammerspielartiger Bühnenwerke (heute stillgelegt) und 1990 eine kleine Kunstgalerie in das Opernhaus integriert.

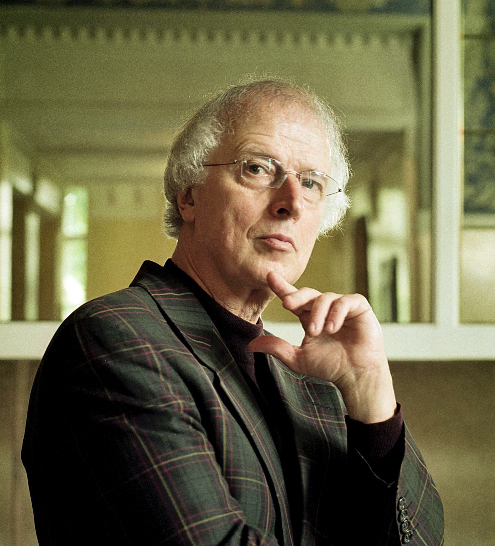
Udo Zimmermann, Intendant von 1990 bis 2001

Bis zur Wende 1989/90 gehörte das Opernhaus, zusammen mit Kellertheater, Musikalischer Komödie, Schauspielhaus, Kammerspielen (bzw. „Neue Szene“) und Theater der jungen Welt, zu den Städtischen Theatern Leipzig. Die Oper war nur eine Sparte, die von einem Operndirektor geleitet wurde, aber keinen eigenen Intendanten hatte. Nach der Auflösung dieses „Theaterkombinats“ zum 1. Januar 1990 bildete die Stadt zunächst vier eigenständige Institutionen mit jeweils eigenem Intendanten, darunter die Oper Leipzig und die Musikalische Komödie.
Nach einigen Wirren wurde im März 1990 Udo Zimmermann als Intendant gewonnen und unter seiner Führung Oper, Ballett und MuKo zu einem Drei-Sparten-Theater zusammengefügt (unter Erhaltung der jeweils eigenen Ensembles). Zimmermanns Repertoire- und Personalpolitik war auf internationale Standards und überregionales Renommee gerichtet. Auf die örtlichen Gewohnheiten des Leipziger Publikums nahm sie weniger Rücksicht. In der Spielzeit 1992/93 wurde die Oper Leipzig in der Zeitschrift Opernwelt als Opernhaus des Jahres ausgezeichnet.
Seit der Spielzeit 2009/10 war Ulf Schirmer Generalmusikdirektor der Oper Leipzig, seit 2011 stand er auch dem Gesamtbetrieb als Intendant vor. Unter seiner musikalischen Leitung rückten insbesondere die Werke der deutschen und italienischen Romantik (Richard Wagner, Richard Strauss, Giuseppe Verdi, Giacomo Puccini etc.) in den Mittelpunkt des Repertoires. 2022 beendete er seine Intendanz mit der Aufführung aller 13 Bühnenwerke Richard Wagners während der Festtage „Wagner 22“.

## Liste der Intendanten und Operndirektoren
(General-)Intendanten des Leipziger Stadttheaters
- 1869: Heinrich Laube
- 1870: Friedrich Haase
- 1878: August Förster
- 1882: Max Staegemann
- 1906: Robert Volkner
- 1912: Max Martersteig
- 1918: Guido Barthol

Generalintendanten der Städtischen Theater Leipzig
- 1936/39: Hans Schüler
- 1950: Max Burghardt
- 1954: Johannes Arpe
- 1958: Karl Kayser

Intendanten der Oper Leipzig
- 1990: Udo Zimmermann
- 2001: Henri Maier
- 2007: Alexander von Maravić
- 2011: Ulf Schirmer
- seit 1. August 2022: Tobias Wolff

Operndirektoren (Auswahl)
- 1876–82: Angelo Neumann
- 1912–23: Otto Lohse
- 1924–32: Walther Brügmann
- 1933–39: Hans Schüler
- 1950–58: Heinrich Voigt
- 1959–76: Joachim Herz
- 1976–85: Gert Bahner
- 1985–91: Uwe Wand
- 2007–22: Franziska Severin
- seit 2022: Cornelia Preissinger

## Liste der Generalmusikdirektoren
- 1878: Arthur Nikisch
- 1886: Gustav Mahler
- 1912: Otto Lohse
- 1924: Gustav Brecher
- 1933: Paul Schmitz
- 1951: Helmut Seydelmann
- 1961: Rolf Reuter
- 1964: Paul Schmitz
- 1974 Gert Bahner
- 1990: Lothar Zagrosek
- 1993: Jiří Kout
- 1999: Michail Jurowski
- 2005: Riccardo Chailly
- 2009: Ulf Schirmer
- 2022: Christoph Gedschold (kommissarischer Musikdirektor)
- ab 2025 Ivan Repušić

## Ensemblemitglieder (Auswahl)
- Margarete Bäumer, Sängerin (1934–1953)
- Friedrich Dalberg, Sänger (1931–1944)
- Brenden Gunnell, Tenor (seit 2022)
- Cusch Jung, Chefregisseur MuKo (2015–2022)
- Peter Konwitschny, Chefregisseur (2008–2011)
- Fanny Moran-Olden, Sängerin (1884–1891)
- Martin Petzold, Sänger (1988–2023)

•Rudolf Piehlmayer, Erster ständiger Gastdirigent (2008–2011)
- Uwe Scholz, Chefchoreograph und Ballettdirektor (1991–2004)
- Mario Schröder, Tänzer (1983–99), Chefchoreograph und Ballettdirektor (2010–2024)
- Hans Stieber, Dramaturg, Chordirektor und Kapellmeister (1937–1945)
- Olena Tokar, Sängerin (seit 2010)
- Christa Maria Ziese, Sängerin (1947–1951 und 1954–1977)
- Patrick Vogel, Tenor (2015–2021)

## Uraufführungen (Auswahl)
Zahlreiche Werke wurden von der Leipziger Oper ur- und erstaufgeführt. Dazu zählen:
- 1826: Oberon (deutsche Erstaufführung) von Carl Maria von Weber
- 1828: Der Vampyr von Heinrich Marschner
- 1837: Zar und Zimmermann von Albert Lortzing
- 1850: Genoveva von Robert Schumann
- 1902: Orestes von Felix Weingartner
- 1927: Jonny spielt auf von Ernst Krenek
- 1930: Aufstieg und Fall der Stadt Mahagonny von Bertolt Brecht und Kurt Weill
- 1931: Die Blume von Hawaii von Paul Abraham
- 1933: Der Silbersee von Georg Kaiser und Kurt Weill
- 1937: Viola von Ludwig Schmidseder
- 1943: Catulli Carmina von Carl Orff
- 1966: Guyana Johnny von Alan Bush
- 1971: Der zerbrochne Krug von Fritz Geißler
- 1988: Der Idiot von Karl Ottomar Treibmann
- 1991: Matka von Annette Schlünz
- 1993: Nachtwache von Jörg Herchet
- 1993: Dienstag aus dem Zyklus LICHT von Karlheinz Stockhausen
- 1996: Freitag aus dem Zyklus LICHT von Karlheinz Stockhausen
- 1997: Abraum von Jörg Herchet
- 2001: Persephone oder der Ausgleich der Welten von Günter Neubert
- 2006: Der schwarze Mönch von Philippe Hersant
- 2009: Rituale – eine Tanzoper für Georg Friedrich Händel von Heike Hennig
- 2009: Das Wesentliche ist unsichtbar, Produktion des Kinderchores der Oper
- 2010: Monsieu Mathieu, was wird? Produktion des Kinderchores der Oper zusammen mit Leipziger Schulen, Musik von Bruno Coulais und Christophe Barratier
- 2011: Was, wäre, wenn? Produktion des Kinderchores der Oper
- 2011: Waldrandgeflüster, Produktion des Jugend- und Kinderchores der Oper
- 2015: The Canterville Ghost Oper von Gordon Getty
- 2021: Paradiese von Gerd Kühr[12]